# Janet Hardy

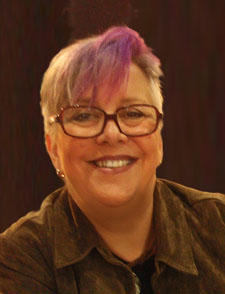
Janet Hardy

Janet W. Hardy is een schrijver en seksonderwijzer, en oprichter van Greenery Press. Ze publiceert eveneens onder de pseudoniemen Catherine A. Liszt en Lady Green. Hardy is auteur of co-auteur van tien boeken en werkt regelmatig samen met Dossie Easton.

## Boeken waarvan Janet Hardy auteur of co-auteur is
- Dossie Easton, Janet W. Hardy, The New Topping Book. Greenery Press, 2003. ISBN 1-890159-36-0.
- Dossie Easton, Janet W. Hardy, The New Bottoming Book. Greenery Press, 2001. ISBN 1-890159-35-2.
- Dossie Easton, Catherine A. Liszt, When Someone You Love Is Kinky. Greenery Press, 2000. ISBN 1-890159-23-9.
- Lady Green, The Sexually Dominant Woman: a Workbook for Nervous Beginners, Greenery Press, 1998.  ISBN 978-1-890159-11-5
- Lady Green, The Compleat Spanker, Greenery Press, 2000. ISBN 1-890159-00-X.
- Lady Green (edit.), Jaymes Easton (edit.), Kinky Crafts: 101 Do-It-Yourself S/M Toys, Greenery Press, 1998, ISBN 0-9639763-7-0
- Charles Moser, Janet Hardy, Sex Disasters... and How to Survive Them, Greenery Press, 2002. ISBN 1-890159-44-1.
- Janet Hardy, The Toybag Guide to Canes and Caning, Greenery Press, 2004. ISBN 1-890159-56-5.
- Dossie Easton, Janet W. Hardy, Radical Ecstasy Greenery Press, 2004. ISBN 1-890159-62-X.
- Dossie Easton, Janet W. Hardy, The Ethical Slut Third Edition, Ten Speed Press, 2017. ISBN 978-0-399-57966-0.

## Films
- BDSM: It's not what you think (2008)
- Vice & Consent  (2005)
- "Sex TV"—Girl Show/The Ethical Slut/Sex and the Beard? (2002)
- Beyond Vanilla (2001)
- The Dr. Susan Block Show (1996)

- Bibsys: 1523345890490
- Bibliothèque nationale de France: cb155104032 (data)
- Gemeinsame Normdatei: 1051065518
- International Standard Name Identifier: 0000 0000 4057 7980
- Library of Congress Control Number: n2008071743
- Nationale Bibliotheek van Tsjechië: jo20181000490
- Nationale Bibliotheek van Israël: 987007360391405171
- Nederlandse Thesaurus van Auteursnamen: 417780206
- Istituto Centrale per il Catalogo Unico: LO1V413918
- SNAC: w6cz5s43
- Système universitaire de documentation: 198630786
- Virtual International Authority File: 27371813
- WorldCat: E39PBJkxMVxfdRT8jFB69TcdcP